# Ctenognophos niguzaria
Ctenognophos niguzaria är en fjärilsart som beskrevs av Walker 1860. Ctenognophos niguzaria ingår i släktet Ctenognophos och familjen mätare. Inga underarter finns listade i Catalogue of Life.